# Xenicus gilviventris
Xenicus gilviventris là một loài chim trong họ Acanthisittidae. Nó là loài chim nhỏ đặc hữu ở Đảo Nam (New Zealand). Loài này là loài duy nhất còn hiện hữu trong chi Xenicus, có được xem là có quan hệ gần gũi với loài Xenicus longipes.

## Bảo tồn
Đại học Otago nghiên cứu trên 2,000 quan sát từ năm 1912 đến năm 2005 cho thấy khu vực chim sinh sống giảm 24% từ năm 1984. Năm 2008, chín cá thể trong loài này được chuyển đến đảo Bí Mật, một đảo không có loài ăn thịt ở Fiordland. Hai năm sau đó có khoảng 40 cá thể được chuyển tiếp lên đảo. Năm 2010, một khảo sát trên 12 cá thể ở đảo Bí Mật cho thấy loài này đã duy trì nòi giống thành công.